# Więcej niż człowiek
Więcej niż człowiek (ang. More Than Human) – powieść fantastyczno-naukowa autorstwa Theodore’a Sturgeona z 1953.

## Fabuła
Sześcioro wyrzutków, obdarzonych nadprzyrodzonymi mocami łączy się w jedną osobowość, homo gestalt. Są to: prostak-telepata mogący niszczyć ludzi samym spojrzeniem, dziewczyna przesuwająca przedmioty siłą woli, umiejące się teleportować bliźniaczki, dziecko-geniusz z zespołem Downa oraz pozbawiony zasad moralnych chłopak o zdolnościach przywódczych. Pisarz stawia pytanie, czy będą oni w stanie znaleźć w sobie miłość, czy pogardę dla ludzkości.

## Nagroda
Powieść została nagrodzona w 1954 International Fantasy Award.